# Stichopus chloronotus
Stichopus chloronotus is een zeekomkommer uit de familie Stichopodidae.
De wetenschappelijke naam van de soort werd in 1835 gepubliceerd door Johann Friedrich von Brandt.